# Platycodon
- Commons
- Wikispecies

Platycodon é um gênero botânico pertencente à família Campanulaceae.
A campainha-chinesa é uma planta herbácea de clima temperado, que chama a atenção por suas delicadas flores em forma de estrela. Seu caule é delgado, de porte pequeno, alcançando cerca de 80 cm de altura. As folhas são simples, ovaladas a lanceoladas, opostas, verticiladas e com margens denteadas. O florescimento ocorre no verão e no outono. As campainhas-chinesas já são atrativas antes de desabrocharem, pois seus botões se assemelham a graciosos balões. As flores são campanuladas, pentâmeras, com nervuras evidentes e podem ser simples ou dobradas. As cores variam entre diferentes tonalidades de azul, violeta, rosa e branco, de acordo com a variedade. Os frutos são do tipo cápsula e devem ser deixados a secar na planta, para a posterior coleta das sementes.                  A campainha-da-china é uma espécie rústica, de baixa manutenção e própria para a formação de bordaduras e maciços. Sua delicadeza e as cores suaves de suas flores trazem paz e sofisticação ao jardim. Também pode ser plantada em vasinhos e jardineiras e as flores são relativamente duráveis depois de cortadas, e podem ser aproveitadas como flor-de-corte em belos arranjos florais. No oriente, esta planta é utilizada como alimento, em sopas e saladas, e como medicamento, com propriedades anti-inflamatórias, usado no tratamento de afecções respiratórias.                                                                                                                                                            Deve  ser cultivada sob sol pleno, em solo fértil, leve, bem drenável, enriquecido com matéria orgânica e irrigado regularmente. Planta típica de clima temperado é capaz de tolerar temperaturas abaixo de 0 °C. Apesar de perene, pode necessitar replantio anual devido à perda do vigor. Fertilizações leves semanais estimulam o crescimento e a floração. Após a primeira floração, deve-se cortar os ramos que já floriram, encorajando assim a planta a florescer novamente por duas ou três vezes. Multiplica-se por sementes postas a germinar após a última geada ou em ambientes protegidos. Pode ser propaganda por divisão da planta, tomando-se o cuidado de não ferir as raízes.
1. ↑  «Platycodon — World Flora Online». www.worldfloraonline.org. Consultado em 19 de agosto de 2020